# Oton III. Burgundski
Oton VIII.  ( ok. 1218 – 19. junij 1248), član Andeške hiše, je bil tudi kot Oton III. burgundski grof od leta 1231 in zadnji vojvoda Meranije (s številko Oton II. ) od leta 1234 do svoje smrti.

## Družina
Oton je bil edini sin meranskega vojvode Otona I. in burgundske grofice Beatrice II.. Svojo mater je nasledil kot grof Burgundije ob njeni smrti leta 1231, očeta pa kot vojvoda Andeški in Meranski ob njegovi smrti leta 1234. Istega leta se je poročil z Elizabeto, hčerko tirolskega grofa Alberta IV.. Poroka je ostala brez otrok.

## Vladavina
Še mladoleten je Oton do leta 1236 ostal pod okriljem svojega Andeškega sorodnika škofa Ekberta iz Bamberga. Ko je postal polnoleten, je prepustil upravo Burgundske grofije (Franche-Comté) navarskemu kralju Theobaldu I., da bi se vključil v boj okoli svojih bavarskih posesti proti vojvodski hiši Wittelsbach. Izgubil je položaj odvetnika opatije Tegernsee in sedež prednikov v Andechsu, vendar je obdržal posest Innsbrucka, ki ga je leta 1239 povzdignil v mesto in dal pod upravo svojega tasta grofa Alberta IV. Tirolska. Leta 1242 je dal Franche-Comté v zastavo burgundskemu vojvodi Hughu IV..
V poznejših letih se je Oton osredotočil na posestva svoje družine v Frankoniji. V hudi polemiki med cesarjem Friderikom II in papežem Inocencem IV. se je postavil na stran svojega fevdalca, bamberškega škofa, kar mu je prineslo cesarsko prepoved in obsežno izgubo posesti. Tako kot njegovi predniki Andeški je koristil cistercijansko opatijo v Langheimu v Frankoniji, kjer je bil pokopan ob njegovi smrti leta 1248. Leta 1231 je sosednjemu Lichtenfelsu podelil tudi mestne pravice. Brez otrok sta ga v Burgundiji nasledila njegova sestra Adelaide in njen mož grof Hugh iz Chalona, medtem ko je vojvodina Meranija prenehala obstajati. S smrtjo Otonovega strica patriarha Bertholda oglejskega leta 1251 je Andeška hiša izumrla.